# Норвид, Циприан Камиль
Ци́приан Ка́миль Но́рвид (пол. Cyprian Kamil Norwid; 24 сентября 1821[…], Глухы, Царство Польское — 23 мая 1883[…], Париж, Франция) — польский поэт, драматург, прозаик и живописец; брат Людвика Норвида.

## Биография
Родился в имении матери в деревне Лясково-Глухы, в 40 км северо-восточнее Варшавы. Отец — из обедневшей шляхетской семьи с литовскими корнями. В апреле 1825 года умирает мать поэта. В июле 1835 года в варшавской долговой тюрьме умирает отец.
В 1837 году уходит из пятого класса гимназии в частную школу живописи. В 1840 году дебютирует в печати.
В 1842 году Норвид легально выехал в Дрезден, официально — для совершенствования в скульптурном искусстве, и остался в эмиграции. Жил в Венеции и Флоренции, в 1844 году обосновался в Риме. В Берлине посещал лекции в университете и собрания польских эмигрантов. В 1846 году был арестован и выслан из Пруссии. Жил в Брюсселе, затем в Риме, где познакомился с Адамом Мицкевичем и Зыгмунтом Красинским.
В 1849—1852 годах жил в Париже, познакомился с Юлиушем Словацким и Фредериком Шопеном, также с И. С. Тургеневым и А. И. Герценом. Терпел нужду, страдал от непонимания критики и недоразумений в отношениях с окружающими людьми. Постепенно терял зрение и слух.
При содействии Владислава Замойского в декабре 1852 года выехал в Лондон, а затем — в США. В 1853 году устроился в мастерской графика в Нью-Йорке, тяжело болел. Узнав о начале Крымской войны, предпринимал усилия для того, чтобы вернуться в Европу. Вернулся летом 1854 года в Лондон, поселился в бедном районе, зарабатывал на жизнь случайными работами.
В 1855 году российские власти уведомили его о том, что считают его эмигрантом, и приговорили к изгнанию и конфискации имущества. В конце года Красинский помог ему перебраться в Париж.
По возвращении в Париж удалось опубликовать несколько произведений. С февраля 1877 года жил в польском благотворительном приюте на окраине Парижа Иври, где и умер «всеми заброшенный и забытый». Прах поэта был перенесён в общую могилу безвестных польских скитальцев на кладбище Монморанси под Парижем. В 2001 году земля с могилы, помещённая в урну, была захоронена в Вавельском соборе рядом с могилами Адама Мицкевича и Юлиуша Словацкого.

## Творчество

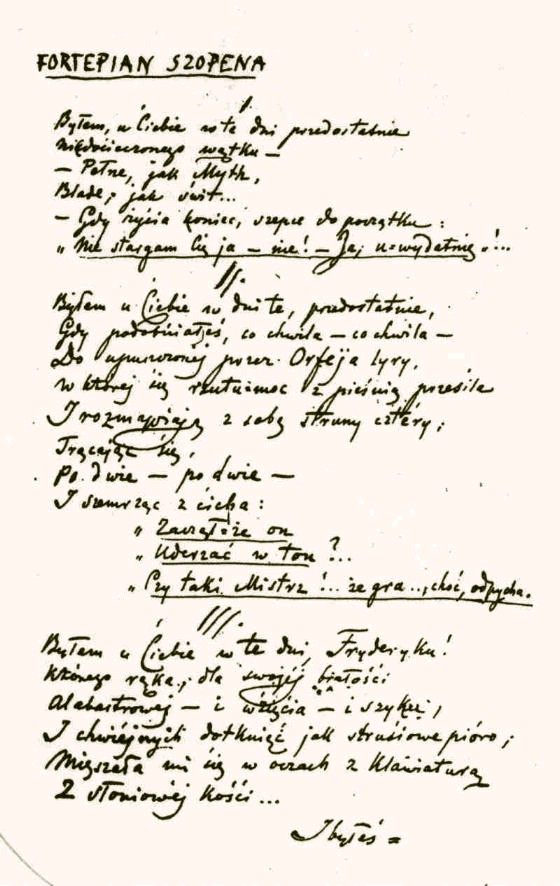
Рукопись стихотворения Норвида «Рояль Шопена»

Автор новелл («Ad leones!», 1883, и др.), поэм, драм. Среди лучших произведений Норвида — поэтический цикл «Vade mecum» (1865—1866), философская поэма «A Dorio ad Phrygium» (1871), трагедии «За кулисами» (1865—1866), «Клеопатра» (Kleopatra i Cezar, 1870—1872), «Перстень великосветской дамы» (Pierścień Wielkiej Damy, czyli Ex-machina Durejko, 1872).
При жизни была опубликована незначительная часть его поэзии и прозы (многое из наследия утеряно). Признание получил посмертно, главным образом после того, как польский критик Зенон Пшесмыцкий «открыл» его в 1904 году, начав публиковать произведения и статьи о творчестве Норвида. Стал причисляться к крупнейшим польским поэтам наряду с Мицкевичем и Словацким, затмив Красиньского.
Полное собрание сочинений вышло в одиннадцати томах (Варшава, 1971—1976).

### Русские переводы
- Стихотворения. Москва: Художественная литература, 1972.
- Пилигрим, или последняя сказка. Москва: Вахазар; Рипол-Классик, 2002.

## Память
- В 2001 году в Мазовецком воеводстве учреждена Награда имени Циприана Камиля Норвида для выдающихся деятелей культуры воеводства.